# Asycola connata
Asycola connata är en tvåvingeart som beskrevs av Spungis 1991. Asycola connata ingår i släktet Asycola och familjen gallmyggor. Inga underarter finns listade i Catalogue of Life.